# Yany Prado
Yany Prado Torres (Cuba, 2 de enero de 1991) es una actriz cubana conocida por interpretar a Génesis en La doble vida de Estela Carrillo y a Irma en La reina soy yo.

## Biografía
Prado se formó en la escuela de actuación de Televisa. Su primer papel en televisión lo tuvo en 2010 gracias a La rosa de Guadalupe, donde interpretó a Carolina y en años posteriores interpretó a otros personajes. En 2017 regresa a televisión para interpretar a Genesis en La doble vida de Estela Carrillo, donde consigue gran popularidad e incluso es nominada a Mejor actriz juvenil en los Premios TV y Novelas 2018.
En 2018 formó parte del elenco del programa de TV Azteca Tres Milagros, interpretando a La Negra. En 2019 participó en otras dos series: Ringo interpretando a La Luchis y La reina soy yo, interpretando a Irma.
En 2020 comenzó el rodaje de la serie de Netflix Sky Rojo creada por Álex Pina, donde interpreta a Gina, una de las protagonistas.

## Filmografía

### Televisión
| Año         | Título                           | Personaje            | Canal                   | Notas                            |
| ----------- | -------------------------------- | -------------------- | ----------------------- | -------------------------------- |
| 2010 - 2014 | La rosa de Guadalupe             | Varios personajes    | Las Estrellas/Univision | Elenco secundario; 4 episodios   |
| 2015        | Como dice el dicho               | Pamela               | Las Estrellas/Univision | Episodio: «El oro hace poderoso» |
| 2017        | La doble vida de Estela Carrillo | Génesis              | Las Estrellas/Univision | Elenco principal; 67 episodios   |
| 2018        | Tres Milagros                    | Luz María «La Negra» | TV Azteca               | Elenco principal; 55 episodios   |
| 2019        | Ringo                            | La Luchis            | Las Estrellas/Univision | Elenco recurrente; 81 episodios  |
| 2019        | La reina soy yo                  | Irma «El Huracán»    | Las Estrellas/Univision | Elenco principal; 82 episodios   |
| 2021–2023   | Sky Rojo                         | Carmen «Gina»        | Netflix                 | Elenco principal; 21 episodios   |
| 2024        | Zorro                            | Doctora Kohl         | Amazon Prime            | Elenco secundario; 3 episodios   |
| 2024        | El Conde: amor y honor           | Violeta Montero      | Telemundo               | Elenco secundario, 75 episodios  |
| 2024        | Y llegaron de noche              | Amelia               | Vix                     | Elenco secundario; 7 episodios   |
| 2025        | La jefa                          | Yadira Castro        | Telemundo               | Elenco principal                 |
| 2025        | Top Chef VIP                     | Concursante          | Telemundo               | Reality                          |

## Premios y nominaciones

### Premios TV y Novelas
| Año  | Categoría            | Título                           | Resultado |
| ---- | -------------------- | -------------------------------- | --------- |
| 2018 | Mejor actriz juvenil | La doble vida de Estela Carrillo | Nominada  |